# John Russell (actor)

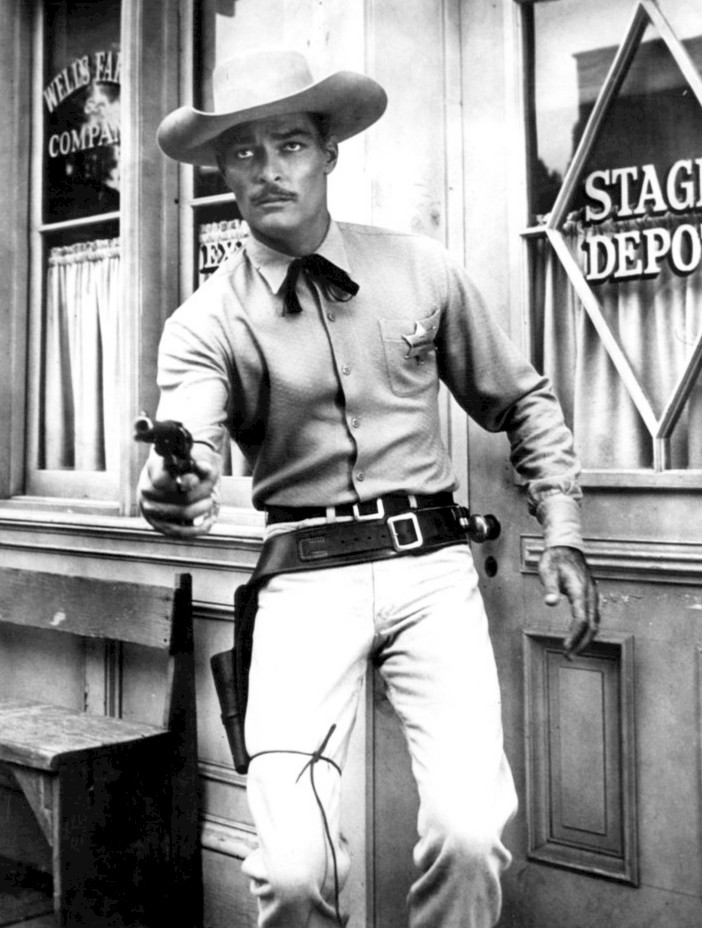
Imagen de septiembre de 1959, de la serie de TV de la ABC Lawman.

John Russell (John Lawrence Russell: Los Ángeles, California, 3 de enero de 1921 - 19 de enero de 1991) fue un actor estadounidense conocido principalmente por interpretar al Marshal Dan Troop en la serie de televisión del género western Lawman de 1958 a 1962.
En la Universidad de California estudió y fue atleta. Con el inicio de la Segunda Guerra Mundial se integró en el Cuerpo de Marines de los Estados Unidos, siendo destinado como teniente a Guadalcanal, volviendo condecorado tras la finalización de la contienda.
Su físico agraciado y su estatura elevada le facilitaron el acceso a Hollywood, pues fue descubierto por un cazatalentos mientras se encontraba en un restaurante de Beverly Hills. Debutó en el cine en 1945. Russell fue contratado por 20th Century Fox para intervenir en varios papeles secundarios, y posteriormente firmó con la productora Republic Pictures. Inicialmente interpretaba papeles secundarios, a menudo en películas del género western, pero en 1952 protagonizó junto a Judy Canova Oklahoma Annie. En 1955 Russell recibió el papel estelar del drama televisivo "Soldiers of Fortune." La serie le presentaba junto a un compinche, interpretado por Chick Chandler, en el escenario de una peligrosa jungla. Aunque la serie era popular entre los jóvenes, no conseguía traer al público adulto, motivo por el que fue cancelada en 1957.
Un año más tarde, Russell fue escogido para su papel más importante: el del marshal Dan Troop, protagonista de la serie Lawman, producida por la ABC, y que tuvo una duración de cinco años. Coprotagonizada por Peter Brown en el papel del ayudante Johnny McKay, Russell interpretaba a un agente de fronteras mentor de su joven compañero.
Russell apareció en otras películas, siendo de destacar su papel secundario, pero importante, en el western de 1959 dirigido por Howard Hawks Río Bravo, protagonizado por John Wayne, Dean Martin, y Walter Brennan. A lo largo de los años 60 al 80, continuó haciendo papeles secundarios, interviniendo en más de 20 títulos, incluyendo tres dirigidos por su amigo Clint Eastwood.
Russell apareció en la segunda temporada de la serie infantil de ciencia ficción Jason of Star Command, de la productora Filmation. Interpretaba al Comandante Stone, un alienígena de piel azul procedente de Alfa Centauro. Reemplazó a James Doohan, que fue el Comandante en la primera temporada y dejó el papel para trabajar en Star Trek.
John Russell falleció a causa de un enfisema en 1991, y fue enterrado en el cementerio Los Angeles National, en Los Ángeles (California).

## Filmografía en Argentina
- Allá donde muere el viento Inédita (1976) dir. Fernando Siro
- Seis pasajes al infierno (1981) dir. Fernando Siro